# Sân bay quốc tế Stanfield Halifax
Sân bay quốc tế Robert L. Stanfield/Halifax', hoặc Sân bay quốc tế Stanfield Halifax (mã sân bay IATA: YHZ, mã sân bay ICAO: CYHZ) là một sân bay ở Enfield, Nova Scotia và ở đô thị vùng Halifax, Canada. Sân bay này phục vụ. Halifax và Nova Scotia lục địa cũng như khu vực lân cận trong tỉnh hàng hải láng giềng.
Sân bay, thuộc sở hữu của Giao thông vận tải Canada kể từ khi nó được xây dựng và hoạt động, từ năm 2000, bởi Cơ quan Sân bay Quốc tế Halifax (HIAA) là một phần của hệ thống sân bay quốc tế. Sân bay là nơi đóng trụ sở của hãng hàng không Jazz Aviation và CanJet.
Đây là sân bay bận rộn thứ 7 ở Canada về lưu lượng hành khách. Trong năm 2010, sân bay đã phục vụ tổng cộng 3.508.153 hành khách với số lượt chuyến là 87.015 lượt.

## Hãng hàng không và tuyến bay

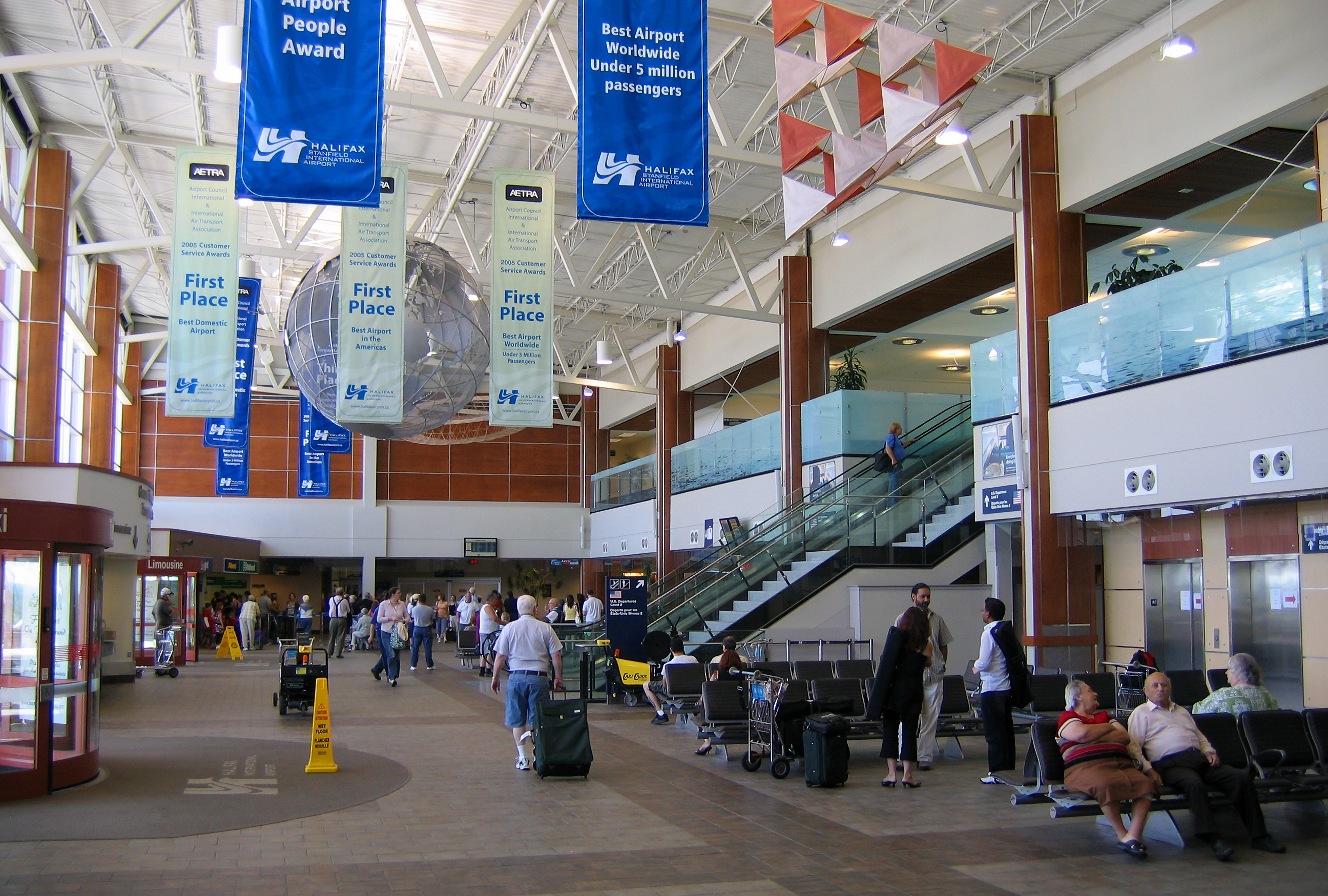
Sảnh đến

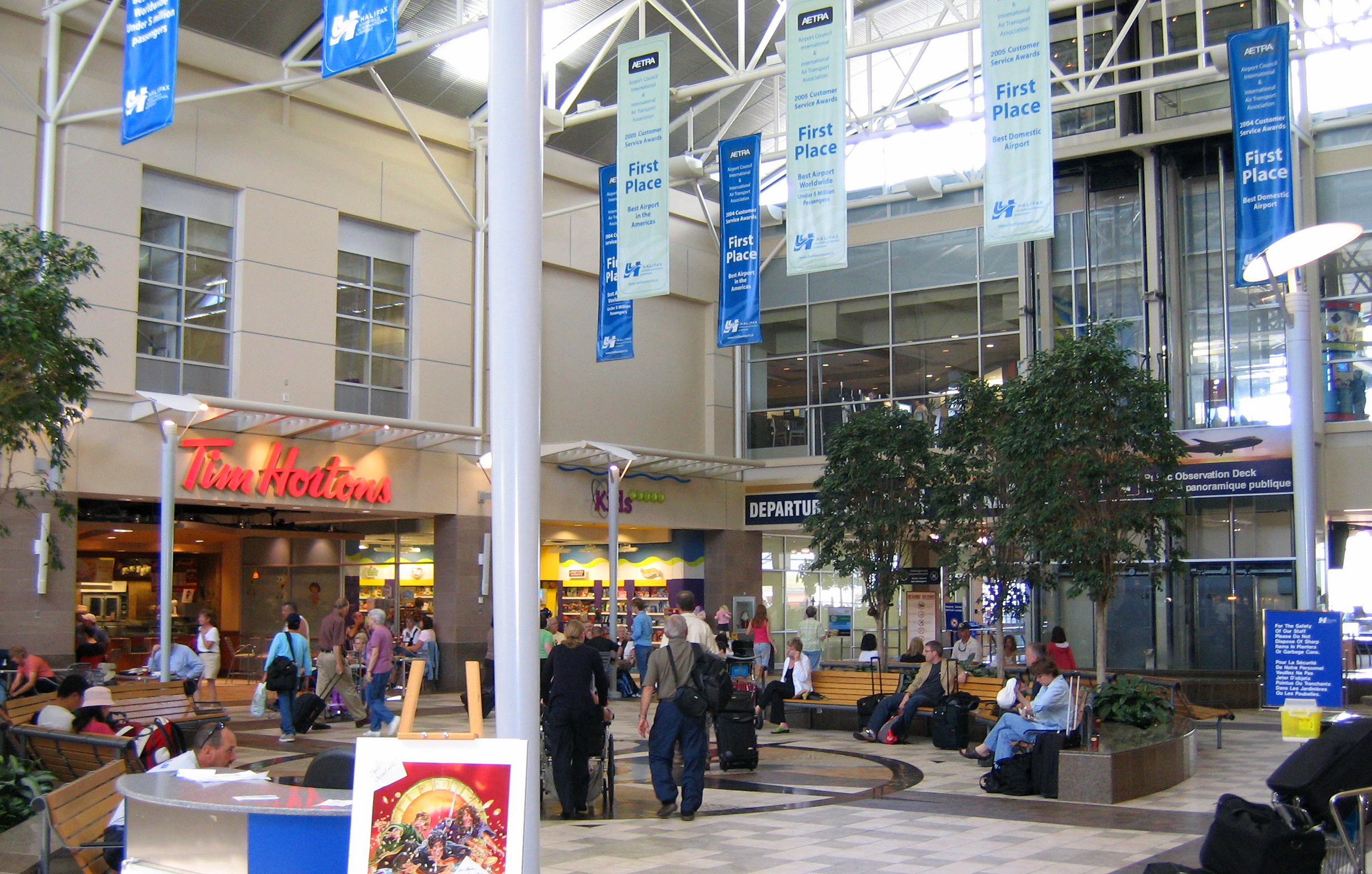
Sảnh đi chụp hè năm 2007

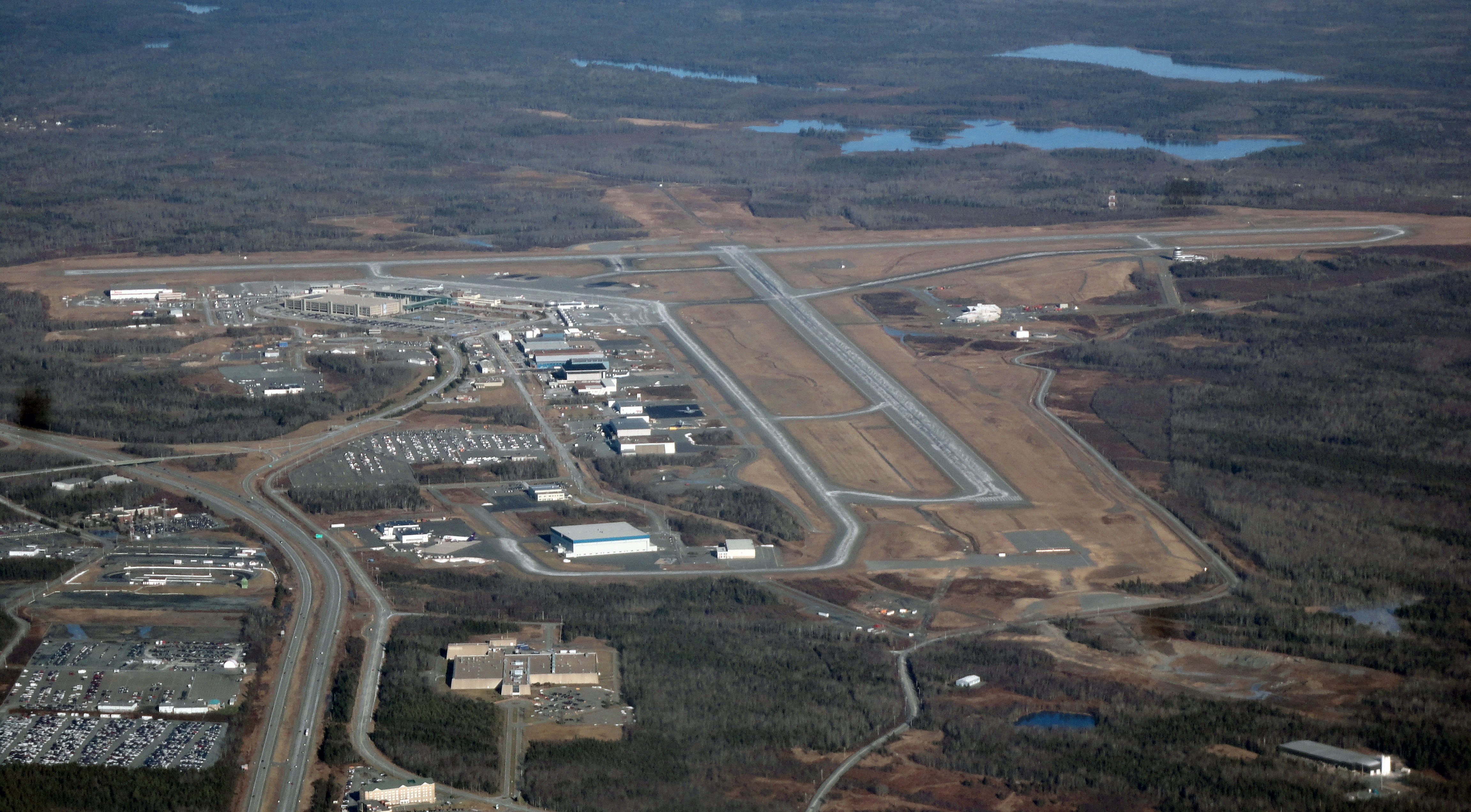
Đường băng 32

### Hãng hàng không bay thường lệ
| Hãng hàng không     | Các điểm đến |
| ------------------- | --- |
| Air Canada          | London–Heathrow, Montréal–Trudeau, Ottawa, St. John's, Toronto–Pearson Theo mùa: Cancún, Cayo Coco, Fort Lauderdale, Montego Bay, Orlando, Puerto Plata, Punta Cana, Samaná, Santa Clara, Tampa, Varadero |
| Air Canada Express  | Boston, Charlottetown, Deer Lake, Fredericton, Gander, Goose Bay, Moncton, Montréal–Trudeau, Ottawa, St. John's, Saint John, Sydney (NS)                                                                  |
| Air Canada Rouge    | Theo mùa: Calgary (bắt đầu từ ngày ngày 1 tháng 5 năm 2015) |
| Air Saint-Pierre    | Saint-Pierre |
| Air Transat         | Theo mùa: Cancún, Cayo Coco, Holguin, London–Gatwick, Montego Bay, Orlando, Puerto Plata, Punta Cana, Santa Clara, Varadero                                                                               |
| Canadian North      | Theo mùa: Iqaluit, St. John's Charter: Sydney (NS) |
| Condor              | Theo mùa: Frankfurt |
| Delta Connection    | New York–LaGuardia (ngừng từ ngày ngày 31 tháng 8 năm 2015) Theo mùa: Atlanta, Detroit |
| Europe Airpost      | Theo mùa: Dublin, Paris-Charles de Gaulle (bắt đầu từ ngày 9/7/2015) |
| Icelandair          | Theo mùa: Reykjavík–Keflavík |
| Porter Airlines     | Montréal–Trudeau, Ottawa, St. John's Theo mùa: Stephenville |
| Provincial Airlines | Charlo |
| Sunwing Airlines    | Theo mùa: Cancun, Cayo Coco, Freeport (Bahamas), Holguin, Montego Bay, Orlando, Puerto Plata, Punta Cana, St. Petersburg/Clearwater, Varadero                                                             |
| United Express      | Chicago–O'Hare, Newark Theo mùa: Washington–Dulles |
| US Airways Express  | Philadelphia |
| WestJet             | Calgary, Edmonton, St. John's, Toronto–Pearson Theo mùa: Cancún, Fort Lauderdale, Glasgow–International (bắt đầu từ ngày 29/5/2015), Hamilton, Montego Bay, Orlando, Ottawa, Punta Cana, Tampa            |
| WestJet Encore      | Deer Lake (bắt đầu từ ngày 17/7/ 2015), Gander (bắt đầu từ ngày 15/7/2015), Sydney (NS) (bắt đầu từ ngày 15/7/2015) Theo mùa: Ottawa (bắt đầu từ ngày 15/7/2015), St. John's (bắt đầu từ ngày 15/7/2015)  |

### Hàng hóa
Sân bay Halifax có các hãng hàng không vận chuyển hàng hóa sau hoạt động:
- ABX Air
- DHL
- Icelandair Cargo
- Korean Air Cargo
- TNT Airways

| Hãng hàng không                                                | Các điểm đến                                                |
| -------------------------------------------------------------- | ----------------------------------------------------------- |
| Cargojet Airways                                               | Hamilton, Moncton, St. John's                               |
| FedEx Express vận hành bởi Morningstar Air Express             | Moncton                                                     |
| Purolator Courier vận hành bởi Kelowna Flightcraft Air Charter | Hamilton, Moncton                                           |
| SkyLink Express                                                | Charlottetown, Moncton, St. John's, Saint John, Sydney (NS) |

### Thuê chuyến
Các hãng sau có hoạt động từ hangar riêng của họ tại sân bay Halifax:
- Cougar Helicopters
- Maritime Air Charter
- Provincial Airlines (cũng ch thuê một chiếc Beech Super King Air 200 cho dịch vụ y tế khẩn cấp dùng làm máy bay cấp cứu khi trực thăng của EHS không có sẵn)